# Spongodes unicolor
Spongodes unicolor är en korallart som först beskrevs av Gray 1862.  Spongodes unicolor ingår i släktet Spongodes och familjen Nephtheidae. Inga underarter finns listade i Catalogue of Life.